# 낯선 곳 낯선 시간
"낯선 곳 낯선 시간"은 2009년에 개봉한 대한민국의 영화이다.

## 캐스팅
- 김지완 : 상우 / 상우 아버지 역
- 조하나 : 연화 역
- 정종빈 : 어린 상우 역
- 배소연 : 어린 연화 역
- 함정희 : 가게 아주머니 역
- 강성욱 : 지나가는 차 운전수 역
- 이기주 : 농부 할아버지 역
- 신우진 : 나한 1 역
- 박영웅 : 나한 2 역
- 이승연 : 상우 엄마  역
- 박진용 : 병우 역
- 이미순 : 동네아주머니 (목소리) 역
- 손영순 : 무당 / 노파 (연화모) 역
- 강민정 : 장단 및 무속지도 역
- 김윤덕 : 수미 역
- 류호장 : 산조축제 스텝팀장 역
- 최순진 : 스텝 역
- 최승철 : 스텝 역
- 김병식 : 스텝 역
- 신명환 : 스텝 역
- 신태섭 : 스텝 역
- 고성호 : 스텝 역
- 이동규 : 스텝 역
- 강경원 : 스텝 역
- 한재현 : 스텝 역
- 강민수 : 스텝 역
- 이은상 : 스텝 역
- 박민지 : 스텝 역
- 홍성후 : 스텝 역
- 문용우 : 악단 역
- 김주원 : 악단 역
- 전지연 : 악단 역
- 김현경 : 악단 역
- 반은진 : 악단 역